# 38
Glej tudi: število 38
38 (XXXVIII) je bilo navadno leto, ki se je po julijanskem koledarju začelo na sredo.

## Dogodki
- 1. januar

## Smrti
- Pitodorida Pontska († 30 pr. n. št. ali 29 pr. n. št.)